# Рамзи Нафи
Рамзи́ Нафи́, полное имя — Рамзи́ Нафи́ Раши́д-агá (курд. ڕەمزی نافیع ڕەشید ئاغا, лат.: Remzî Nafî Reşîd Agha; 1917 — 1949) — курдский политик, национал-социалист и одна из самых противоречивых фигур в новейшей курдской истории. Его участие в германской операции «Маммут» заработало ему высокую репутацию в Курдистане. Сотрудничал с нацистской Германией во время Второй мировой войны в обмен на создание независимого Курдистана.

## Биография
Рамзи Нафи родился в 1917 году в дворянской и известной курдской семье города Эрбиль. Происходил из племени Мамунди.
Среднюю школу он окончил в городе Киркук, где вступил в крайне левую партию «Хива» (курд. Hîwa), возглавляемую Рафиком Хилми. Затем Рамзи учился в средней школе, ориентированной на науку, в Багдаде. Сдав экзамены, получил степень бакалавра. В 1939 году поступил в Американский университет Бейрута.
Он выступал за недопустимость включения англичанами Курдистана в границы Ирака, чем и получил известность и лояльность.
В Бейруте он встретился с Камираном Али Бедер-ханом, Нуредином Зазой и некоторыми членами националистической курдской партии Хойбун, в которую также вступил.
После марта 1942 года из Бейрута поселился в Стамбуле, поступив, для завершения своего образования, в Американский колледж Роберта.

## Маммут
Муммут (от имени Махмуда Барзанджи) — совместная немецко-курдская операция в 1943 году во время Второй мировой войны, возглавляемая Готфридом Мюллером и Рамзи Нафи с целью изгнания британцев с Курдистана и Ирака, а также получить контроль над нефтяными месторождениями. В обмен на изгнание британцев нацисты помогли бы курдам в создании независимого Курдистана.
В середине 1942 года с ним связались люди Абвера и майора Готфрида Мюллера для проведения операции «Маммут» против Великобритании и обсуждения плана объединения курдов восстания против британцев, оккупировавших нефтяные месторождения Киркука.
Майору Готфриду Мюллеру нужен был коренной курд, который был бы готов пойти с нами, отвести нас к хорошему укрытию, а затем установить для нас контакт с шейхом Махмудом и другими курдскими вождями.

### Результат
Операция провалилась в первый же день. Ящики с оружием и снаряжением были потеряны, а группа приземлилась в 300 км от намеченной цели.
Рамзи и немецкие оперативники были взяты в плен британскими и иракскими войсками, подвергнуты пыткам и были приговорены к смертной казни.
Готфриду Мюллеру удалось сбежать и вернуться в Германию, где он жил до своей смерти 26 сентября 2009 года. Самому Рамзи поменяли смертную казнь на пожизненное заключения, однако в тюрьме он стал психически невменяемым, поэтому был освобожден в 1947 году. Умер два года спустя в своем родном городе Эрбиль, Курдистан.

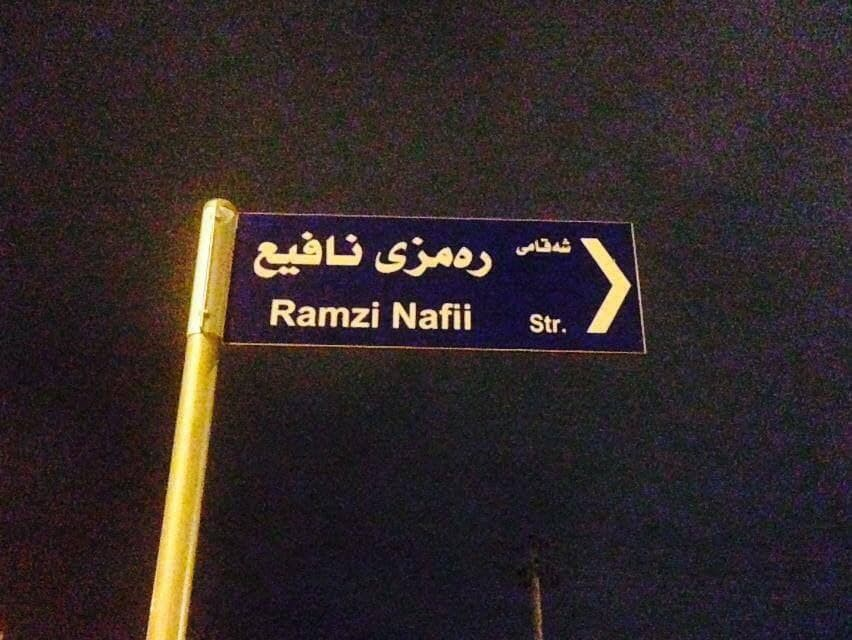
Улица в честь имени Рамзи Нафи в Эрбиле, Регион Курдистан

Потеря антигитлеровской коалиции трубопровода Киркук — Хаива, по которому с 1935 года нефть направлялась на нефтеперерабатывающие заводы близ Средиземноморья, а также трубопровода Киркук — Триполи, ответвляющегося в Хадите, могла бы принести серьёзные последствия, повлияв бы на дальнейший ход войны.

## Память
В честь Рамзи Нафи была назвала улица в Эрбиле (столица автономного Региона Курдистан в Ираке).